# Euriphene milnei
Euriphene milnei är en fjärilsart som beskrevs av William Chapman Hewitson 1865. Euriphene milnei ingår i släktet Euriphene och familjen praktfjärilar. Inga underarter finns listade i Catalogue of Life.

## Bildgalleri

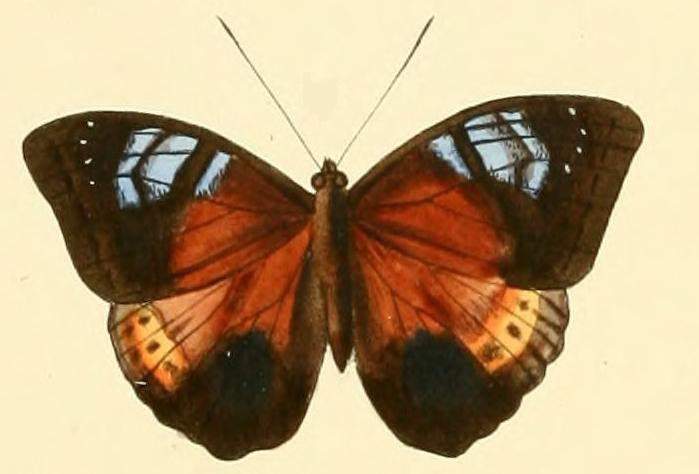
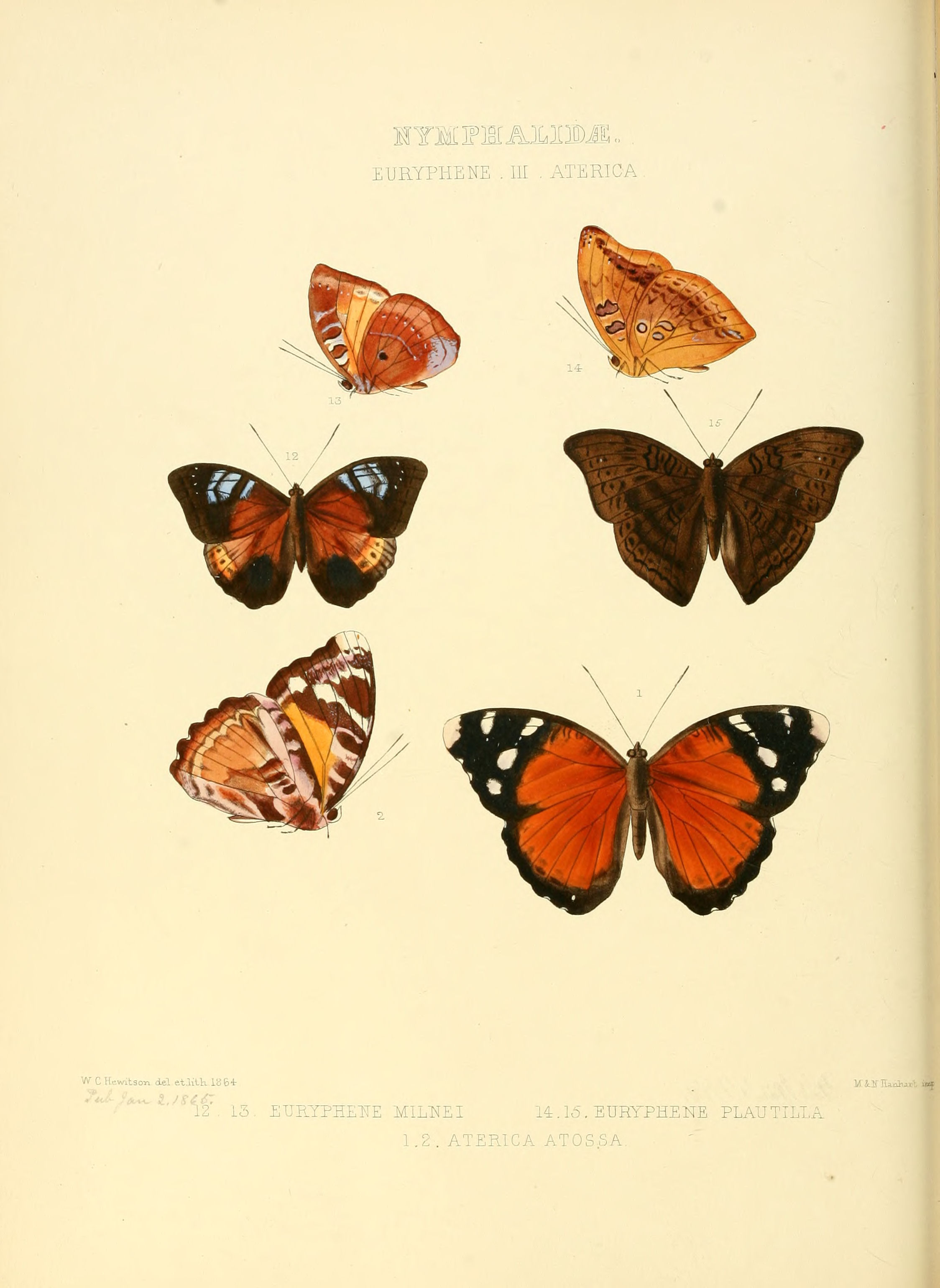